# École nationale de navigation maritime
 (juin 2009).
Si vous disposez d'ouvrages ou d'articles de référence ou si vous connaissez des sites web de qualité traitant du thème abordé ici, merci de compléter l'article en donnant les références utiles à sa vérifiabilité et en les liant à la section « Notes et références ».
En France, les Écoles nationales de la navigation maritime succèdent en 1919 aux Écoles d'hydrographie qui elles-mêmes ont succédé[Quand ?] aux Écoles royales d'hydrographie. Elles furent établies dans les villes de Dunkerque, Boulogne, Le Havre, Saint-Malo, Saint-Brieuc, Paimpol, Lorient, Nantes, Bordeaux, Marseille et Saint-Tropez, mais aussi Alger.
Les quatre écoles nationales de la marine marchande (Marseille, Le Havre, Nantes, Saint-Malo) qui leur ont succédé, ont fusionné en 2010 dans un établissement unique, l'École nationale supérieure maritime.